# Magnus Sommar (biskop)
Magnus (Olofsson) Sommar, född omkring 1480, död omkring 1543, var en svensk katolsk präst, biskop av Strängnäs stift 1522-1536 och riksdagsledamot av prästeståndet.

## Biografi
Magnus inskrevs år 1500 vid Rostocks universitet, där han 1504 blev magister in artibus.
Han blev 1508 biskop Matthias Gregerssons kansler. Han blev vidare 1516 domprost i och 1522 vald biskop (electus) av Strängnäs stift, samt vigd biskop 1528, dock utan påvlig fullmakt. 
Magnus Sommar framstod vid Västerås riksdag (1527) som en av ledarna för den opposition inom kyrkan som var beredd att förhandla med Gustav Vasa om ekonomiska eftergifter mot behållande av den katolska tron. Han erbjöd sig självmant att vid kyrkoreduktionen avträda biskopsborgen Tynnelsö.
Trots dessa eftergifter vann han inte kungens förtroende, utan blev 1536 avsatt och fängslad misstänkt för delaktighet i den så kallade krutkonspirationen 1536 i Stockholm. Han frigavs dock efter 8 månader.
Sina återstående dagar tillbringade han i Krokeks kloster, där han dog omkring 1543.

## Fotnoter
1. ↑  Se inskrivning av Magnus Sommar i Rostocker Matrikelportal